# Systhema Bethlenianum

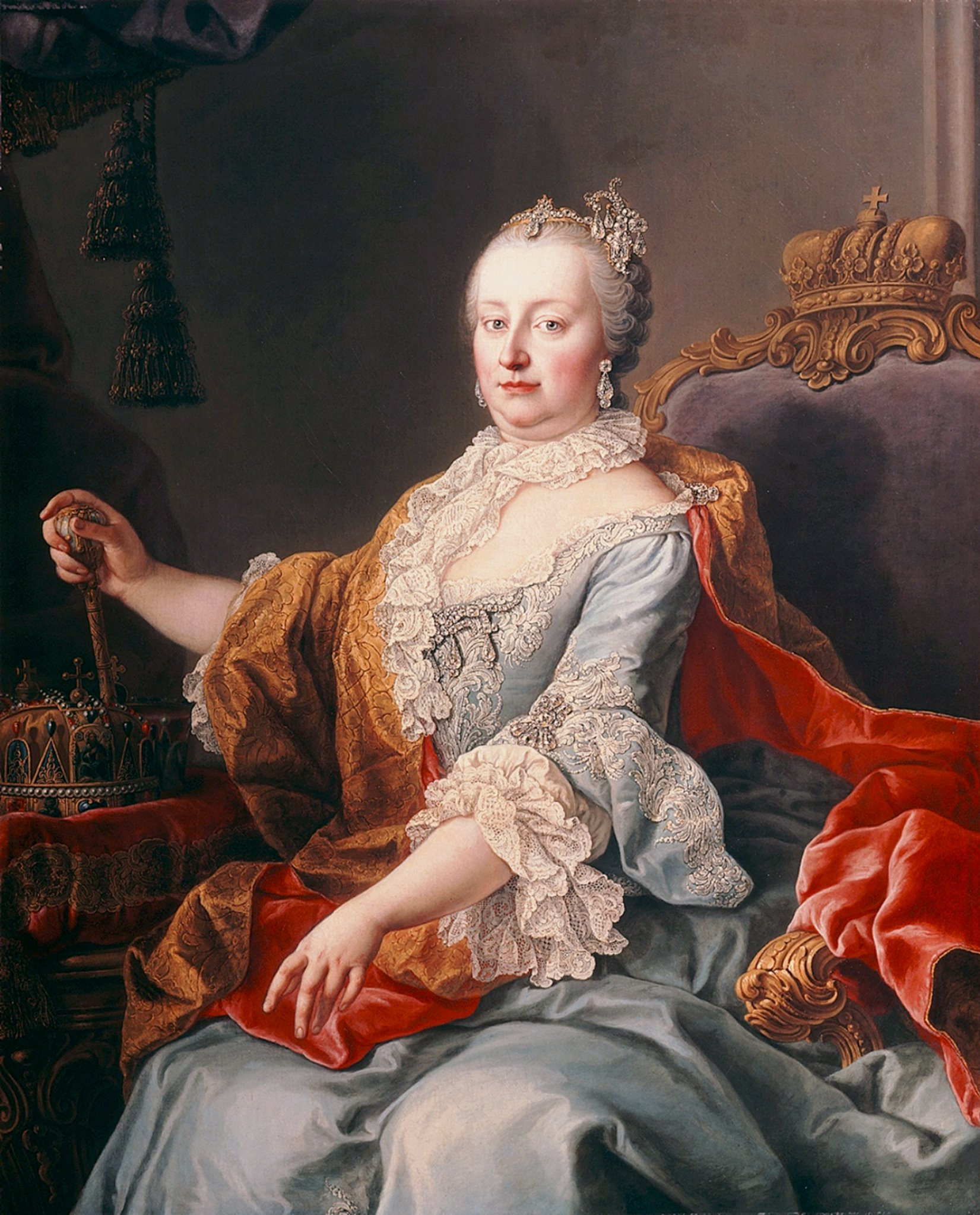
Martin van Meytens: Mária Terézia (1759)

A systhema Bethlenianum, azaz Bethlen-féle adórendszer Erdély adózásának 1754-ben bevezetett rendje, amit kidolgozójáról, Bethlen Gáborról, a későbbi erdélyi kancellárról neveztek el.

## Előzmények
Az osztrák örökösödési háború nagyon sok pénzbe került, ezért Mária Terézia elhatározta, hogy átalakítja az állam pénzügyi rendszerét. 1742-ben elrendelte, hogy a rendek enyhítsék az adózó jobbágyság terheit. Ennek érdekében 1746-ban bizottságot nevezett ki az adózók összeírására (az adókataszter elkészítésére). Az összeírással 1750-ben készültek el, és ekkor ült össze a Bethlen Gábor vezette bizottság, amely 1754-re dolgozta az új adórendszert.
Az 1742-es és 1747-es országgyűléseken elfogadott királyi rendeletek a jobbágyok úrbéri szolgáltatásait az 1714-es törvényeknél könnyebbre vették, de az új szabályokat túl általánosan fogalmazták meg. Ez sok visszaéléshez és panaszhoz vezetett.
Mária Teréziát ezekre a könnyítésekre kettős indíték vezette: egy érzelmi és egy pénzügyi.
Ez időben a jobbágyok már mindenütt türelmetlenül viselték sorsukat; gyakran ismétlődtek a kisebb-nagyobb lázadások. A legnagyobb a horvát-szlavón pórlázadás volt, amit csak nagyobb katonai erővel sikerült leverni. A jobbágyok sorsa meghatotta a királynő szívét, aki a különböző tartományok úrbéri reformjait azzal indokolta, hogy „nem akar egy pár mágnás és nemes miatt elkárhozni”.
Az úrbéri reformokban jelentős szerepet játszottak az állam pénzügyi érdekei is. Az adót Magyarországon és Erdélyben is a jobbágyok fizették, ezért is nevezték őket az állam „élő kincstárának” (vivum aerarium). Ahhoz, hogy a jobbágyok több adót fizethessenek, csökkenteni kellett a földesuraknak végzett munkájukat.

## A systhema Bethlenianum
A Bethlen-féle adórendszer alapvetően újszerű, Erdély földjén teljesen szokatlan volt. Alapja az egyedi adózó annak jogállására és vagyona lett, míg korábban országos szinten csak az egyes nemzetiségekre (illetve a különleges jogállású rendekre vagy kiváltságos idegenek egyes csoportjaira), vagy legfeljebb a törvényhatóságokra tudták az adót kivetni. Az új rendben az egyedi adóalany:
- egyrészt jogállása szerinti fejadót,
- másrészt vagyontárgyai után járó vagyonadót, bizonyos foglalkozások esetén jövedelemadót

fizetett. Ha elfogadjuk azt az elvet, amely szerint az abszolutizmus fő kritériuma, hogy az uralkodó a rendek közreműködése nélkül veheti fel alattvalóinak adóját, úgy 1754 a Habsburg-abszolutizmus erdélyi történetének döntő éve.
Az új adórendszer a fejadót az adózók rendi állása szerint határozta meg:
- a legmagasabb a városi polgároké,
- a legkisebb a zselléreké és
- az 1747-es adózásukat megtartó bányászoké,
- a minimális fejadót fizető szolgálóké volt,
- cigányoknak pedig nem kellett fejadót fizetniük.

Az egyes adótárgyak utáni vagyonadó egységes volt, kivéve a Királyföldet, ahol a földadót egyharmadával magasabban szabták meg, mint a többi területen. A kereskedők, mesteremberek jövedelemadója differenciáltabb volt: az egyes helységek gazdasági fontossága szerint három osztályba, azokon belül további három-három csoportba sorolták, ez a megkülönböztetés azonban nem volt elég alapos. Így például a gazdagabb városok és a szegény mezővárosok vagyoni helyzete igen jelentősen a különbözött, utóbbiak lakóinak mégis a hatforintos „taxa civicát” kellett fejadóba fizetniük. A falusi kereskedőket és iparosokat viszont külön csoportba sorolták: nekik fejadójuk felét kellett jövedelemadóként befizetniük.
A termőföldeket azok minősége alapján három főosztályba sorozták, és ezekben négy-négy alosztályt különböztettek meg. Az első főosztály első alosztályába sorolt föld adója 2 forint 40 krajcár volt, a harmadik főosztály utolsó alosztályába sorolté pedig 39 krajcár. Esetről esetre az adót a jobbágyok szarvasmarháinak száma alapján emelhették.
A szászok ez adórendszert igazságtalannak tartották, és állandóan panaszkodtak miatta. E panaszok alapja az volt, hogy mivel a szászok laktak az ország legtermékenyebb vidékein, földjeik túlnyomó részét az első főosztály első alosztályaiba sorolták, és így aránylag többet adóztak, mint a magyarok vagy a székelyek.

## Utóélete
A Bethlen-féle adórendszer jelentősen modernizálta a Gubernium adóügyeit, de nem oldotta meg egy csapásra az adóalanyok és adótárgyak meghatározásának valamennyi problémáját. Számos kérdés maradt tisztázatlan. Így például:
- milyen adót fizessen a szüleivel egy kenyéren élő, de tizenöt éven felüli, tehát felnőttnek számító gyerek?
- kell-e fejadót fizetniük a megtelepedett jobbágysorban élő cigányoknak?
- minden szántóterület után kell-e vagyonadót fizetni, vagy csak a bevetett földekért?

Számos tisztázatlanság maradt az egyes állatfajtákra kivetett adó megállapításában is. Emellett külön meghatározták, hogy összesen mennyi adót kívánnak beszedni, de nem tisztázták, mi a teendő olyankor, ha az egyes adózóktól beszedett adó összege ezt nem éri el? Ezeket a problémákat kívánta megoldani a systhema Bethlenianum első továbbfejlesztése, a kidolgozását irányító Buccow erdélyi főhadparancsnokról és egyben a Gubernium vezetőjéről systhema Buccowianumnak nevezett új adórendszer (1763).
Ez hat éven át volt érvényben, majd 1769-ben a Buccow jobbkeze (a kancellária vezetője) Samuel von Brukenthal által kidolgozott Systhema Bruckenthalianum váltotta fel. A szász Bruckenthal teljesen átdolgoztatta a rendszert: a szászok adóit csökkentette, a magyarokét és a székelyekét növelte.